# Аджикеч (Красногвардейский район)
Аджике́ч (укр. Аджикеч, крымскотат. Acı Keç, Аджы Кеч) — исчезнувшее село в Красногвардейском районе Республики Крым, располагавшееся на западе района, в безымянной, густонаселённой в прошлом, балке степного Крыма, в 1,5 км к юго-западу от села Дубровское.

## История
Первое документальное упоминание села встречается в Камеральном Описании Крыма… 1784 года, судя по которому, в последний период Крымского ханства Гаджи Кечь входили в Ташлынский кадылык Акмечетского каймаканства. После присоединения Крыма к России (8) 19 апреля 1783 года, (8) 19 февраля 1784 года, именным указом Екатерины II сенату, на территории бывшего Крымского Ханства была образована Таврическая область и деревня была приписана к Перекопскому уезду. После Павловских реформ, с 1796 по 1802 год, входила в Перекопский уезд Новороссийской губернии. По новому административному делению, после создания 8 (20) октября 1802 года Таврической губернии, Аджикеч был включён в состав Кучук-Кабачской волости Перекопского уезда.
В Ведомости о всех селениях в Перекопском уезде состоящих с показанием в которой волости сколько числом дворов и душ… от 21 октября 1805 года Аджикеч записан с 9 дворами, 59 крымскими татарами и 4 ясырами. На военно-топографической карте генерал-майора Мухина 1817 года деревня Аджикеч обозначена, как Аекеш, без указания числа дворов. После реформы волостного деления 1829 года деревню, согласно «Ведомости о казённых волостях Таврической губернии 1829 года» отнесли к Агъярской волости (переименованной из Кучук-Кабачской). На карте 1836 года в деревне 5 дворов, а на карте 1842 года Аджикеч обозначен условным знаком «малая деревня» (это означает, что в ней насчитывалось менее 5 дворов).
В 1860-х годах, после земской реформы Александра II, деревню приписали к Григорьевской волости того же уезда. В «Списке населённых мест Таврической губернии по сведениям 1864 года», составленном по результатам VIII ревизии 1864 года, Аджи-Кеч — владельческая татарская деревня с 7 дворами 32 жителями при безъименной балке. На трёхверстовой карте 1865—1876 года в деревне обозначено 6 дворов. В «Памятной книге Таврической губернии 1889 года» по результатам Х ревизии 1887 года записана Аджи-Кеч, с 8 дворами и 49 жителем.
После земской реформы 1890 года Аджикечь отнесли к Бютеньской волости. Согласно «…Памятной книжке Таврической губернии на 1892 год», в деревне Аджикечь, находившейся в частном владении, было 40 жителей в 8 домохозяйствах. По «…Памятной книжке Таврической губернии на 1900 год» в Аджикече, приписанном к волости (без образования сельского общества), числилось 118 жителей в 28 дворах и находилась в частном владении некоего Чергеева. По Статистическому справочнику Таврической губернии. Ч.II-я. Статистический очерк, выпуск пятый Перекопский уезд, 1915 год, в деревне Аджикеч Бютеньской волости Перекопского уезда числилось 16 дворов (1 двор с землёй, 15 — безземельные) со смешанным населением в количестве 42 человек приписных жителей и 45 — «посторонних», из которых 49 мужчин и 48 женщин. Жители владели 341 десятинами удобной земли. В хозяйствах имелось 57 лошадей, 21 корова и 11 голов мелкого скота.
После установления в Крыму Советской власти и учреждения 18 октября 1921 года Крымской АССР в составе Симферопольского уезда был образован Биюк-Онларский район, в состав которого включили село. В 1922 году уезды получили название округов. 11 октября 1923 года, согласно постановлению ВЦИК, в административное деление Крымской АССР были внесены изменения, в результате которых был ликвидирован Биюк-Онларский район и село включили в состав Симферопольского. Согласно Списку населённых пунктов Крымской АССР по Всесоюзной переписи 17 декабря 1926 года, в селе Аджикечь (татарский), Старо-Итакского сельсовета Симферопольского района, числилось 19 дворов, все крестьянские, население составляло 83 человека, из них 80 крымских татар, 3 русских, действовала татарская школа. Постановлением КрымЦИКа «О реорганизации сети районов Крымской АССР» от 15 сентября 1930 года был вновь создан Биюк-Онларский район, теперь как немецкий национальный (указом Президиума Верховного Совета РСФСР № 621/6 от 14 декабря 1944 года переименованный в Октябрьский), Старо-Итакский сельсовет передали в его состав, очевидно, туда же переподчинили Аджикеч. В последний раз селение встречается на двухкилометровке РККА 1942 года.

### Динамика численности населения
| - 1805 год — 63 чел. - 1864 год — 32 чел. - 1889 год — 49 чел. - 1892 год — 40 чел. | - 1900 год — 118 чел. - 1915 год — 42/45 чел. - 1926 год — 83 чел. |